# Camisia arcuata
Camisia arcuata is een mijtensoort uit de familie van de Crotoniidae. De wetenschappelijke naam van de soort werd voor het eerst geldig gepubliceerd in 1961 door Hammer.